# Bahnhof Zürich Hardbrücke

Der Bahnhof Zürich Hardbrücke (405/407 m ü. M.) ist eine der 13 SBB-Stationen auf dem Gebiet der Stadt Zürich. Sie liegt im Vorfeld des Zürcher Hauptbahnhofs, keine zwei Kilometer von diesem entfernt.

## Geschichte
Den Bau des Bahnhofs schlug 1977 der Zürcher Gemeinderat Hans Erismann (SP) in einem Postulat vor, das vorsah, den Bahnhof im Industriequartier beim Hardturm anzusiedeln. Paul Stopper, Ingenieur im Zürcher Stadtplanungsamt, erkannte das Potenzial, das damals noch rein industriell genutzte Gebiet stadtplanerisch zu erschliessen und überzeugte seinen Vorgesetzten, Stadtrat Ruedi Aeschbacher (EVP), von der Idee, die Haltestelle unter der Hardbrücke anzusiedeln, um zusammen mit den dort haltenden Buslinien einen Verkehrsknotenpunkt zu schaffen.
Die SBB stimmten der Idee unter der Voraussetzung zu, dass die Stadt Zürich den Bau finanzierte. 1979 bewilligte das Stadparlament den Kredit von 6,85 Millionen Franken ohne Gegenstimme, und 1982 wurde der Bahnhof mit zwei Gleisen eröffnet.
Der Bahnhof wurde an der bereits bestehenden Käferberglinie nach Oerlikon eingerichtet, als die SBB in Hinblick auf den Taktfahrplan diesen Ast des Hardturmviadukt fertigstellten. Anfänglich hielten die stündlichen Regionalzüge nach Bülach und über Kloten an der Station, wobei die beiden Linien zusammen zwischen Oerlikon und Hauptbahnhof einen Halbstundentakt bildeten. Zur Eröffnung der S-Bahn im Jahr 1990 wurden auch die beiden neu erbauten Streckengleise Richtung Altstetten in die nunmehr viergleisige Haltestelle einbezogen.
Die Perrons wurden schmaler als üblich geplant, weil man mit relativ wenig Passagieren rechnete, nämlich rund 9,000 pro Tag. Als Folge des raschen Baus wurde auch auf Infrastruktur wie ein Bahnhofsgebäude, Verpflegungs- und Einkaufsmöglichkeiten verzichtet. Kurz nach der Eröffnung entwickelte sich der früher industriell geprägte Raum Zürich-West jedoch rasant zum angesagten Wohn- und Dienstleistungsgebiet. Dies mit der Folge, dass die Passagierzahl bis 2025 auf rund 50'000 pro Tag stieg, was die Bahnhofsinfrastruktur an die Grenzen bringt. Eine Verbreiterung des Bahnhofs würde jedoch inzwischen einen dreistelligen Millionenbetrag kosten und erscheint daher kaum finanzierbar.

## Anlage
Der  Bahnhof verfügt über vier Gleise für den Publikumsverkehr sowie zwei Durchfahrtsgeleise. Sein Name leitet sich ab von der darüber gelegenen Hardbrücke, die dem Bau eine gewisse Ähnlichkeit mit einer Personen-Unterführung verleiht. Es fehlt ein ordentliches Bahnhofsgebäude. Es existiert lediglich eine Halle mit Kiosk unter den Gleisen, von der aus die verschiedenen Bahnsteige zugänglich sind. Lange Treppen und Lifte verbinden die Bahnsteige zudem mit der darüberliegenden Hardbrücke und der dort liegenden Trolleybus- und Tram-Haltestelle der VBZ.

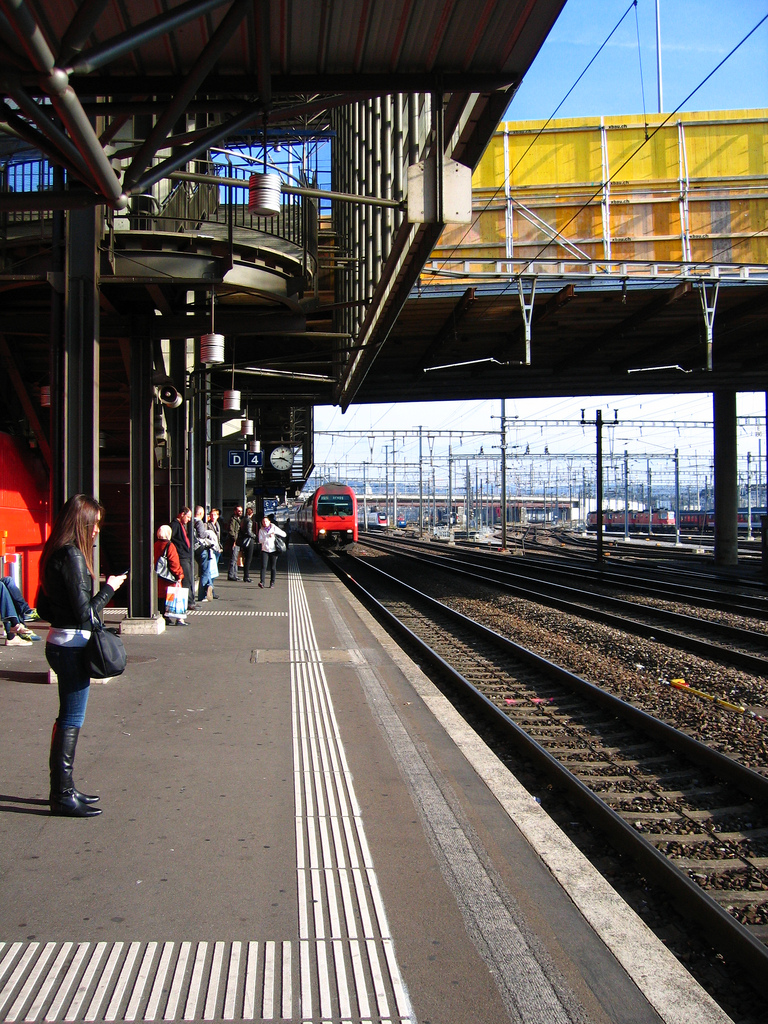
Perron Gleis 4 (2009)

Die Station im Industriequartier und ganz in der Nähe des Quartiers Hard erschliesst grosse Teile von Zürich West. Obwohl an der Haltestelle Hardbrücke nur S-Bahn-Züge halten, zählt sie zu den 15 meist frequentierten Bahnstationen der Schweiz. Sie dient Pendlern als Umsteige-Station zwischen einzelnen S-Bahn-Linien und zum Netz des öffentlichen Nahverkehrs. Da wegen Entwicklungen in den umliegenden Quartieren mit einer weiteren Passagierzunahme gerechnet wird, planten SBB und Stadt Zürich, die Infrastruktur des Bahnhofs wie Zugänge und Einkaufsmöglichkeiten ab 2017 zu erweitern.

### Distanzen zu den nächstgelegenen Stationen

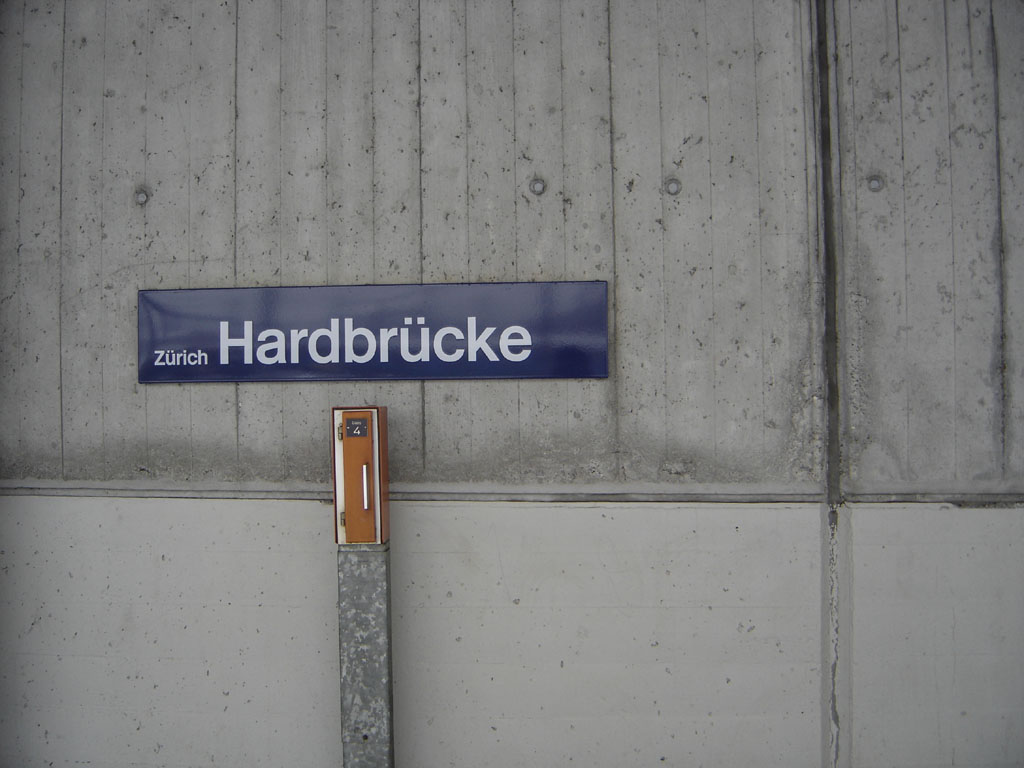
Beschriftung des Bahnhofs Hardbrücke (2007)

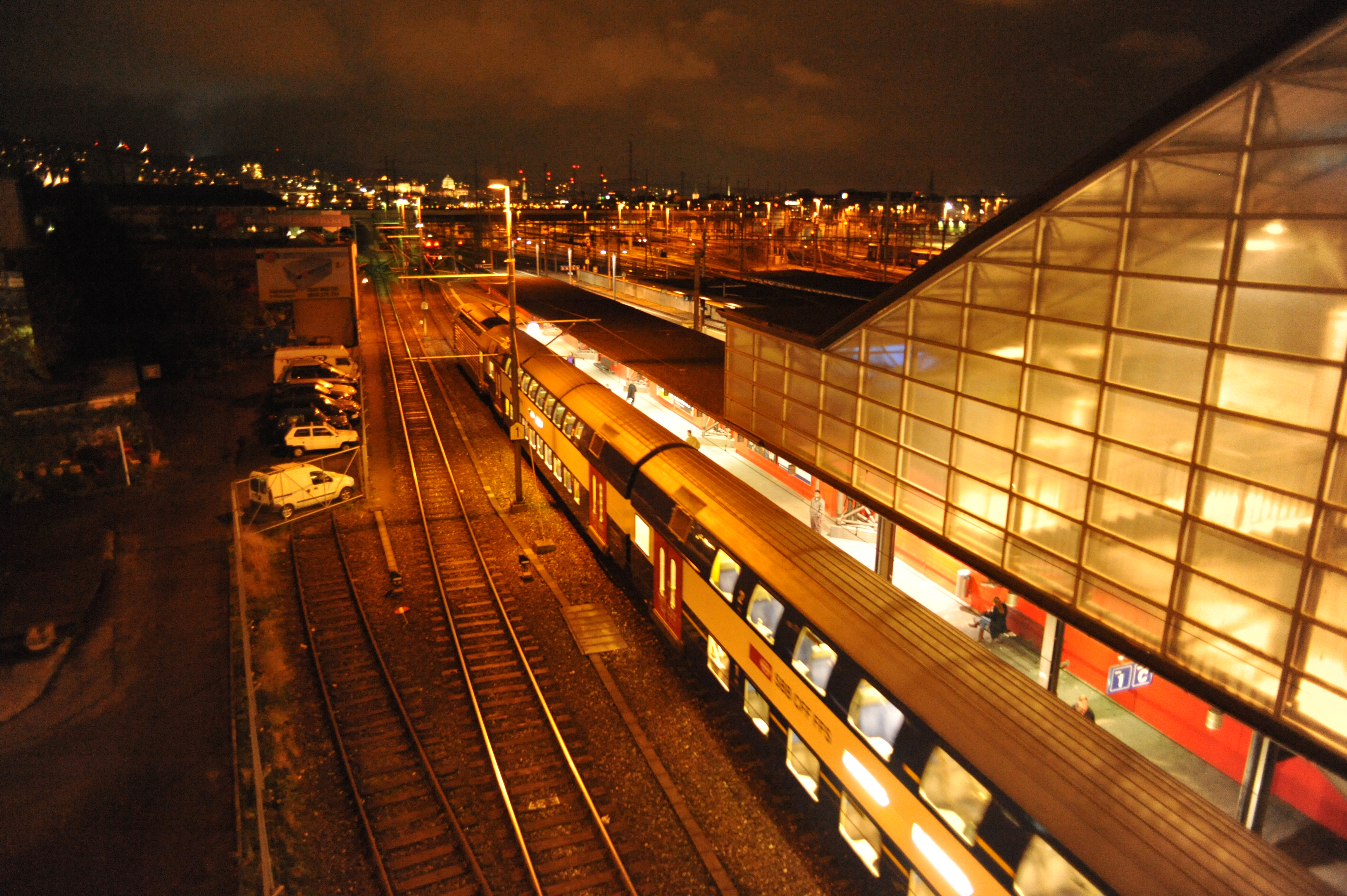
Bei Nacht (2009)

- Zürich HB (Haupthalle) (1850 m)
- Zürich Oerlikon (4510 m)
- Zürich HB Museumstrasse (1790 m)
- Zürich Altstetten (2250 m)

## Nahverkehr

### S-Bahn Zürich
Der Bahnhof Zürich Hardbrücke wurde im Hinblick auf die Einführung der S-Bahn Zürich ausgebaut und wird praktisch ausschliesslich von S-Bahn-Zügen bedient.
- S 3 (Bülach –) Hardbrücke – Zürich HB – Effretikon – Wetzikon
- S 5 Zug – Affoltern a. A. – Zürich HB – Uster – Pfäffikon SZ
- S 6 Baden – Regensdorf-Watt – Zürich HB – Uetikon
- S 7 Winterthur – Kloten – Zürich HB – Meilen – Rapperswil
- S 9 Schaffhausen – Jestetten – Rafz – Zürich HB – Stettbach – Uster
- S 11 Aarau – Lenzburg – Dietikon – Zürich HB – Stettbach – Winterthur – Seuzach/Sennhof-Kyburg (– Wila)
- S 12 Brugg – Altstetten – Zürich HB – Stettbach – Winterthur – Schaffhausen/Wil
- S 15 Rapperswil – Uster – Zürich HB – Oberglatt – Niederweningen
- S 16 Zürich Flughafen – Zürich HB – Herrliberg-Feldmeilen (– Meilen)
- S 21 (Regensdorf-Watt – Oerlikon – Zürich HB)

Alle Linien verkehren grundsätzlich täglich und ganztägig im Halbstundentakt (mit ändernden Endpunkten), einzig die S 21  verkehrt nur werktags in den Hauptverkehrszeiten.

#### Nachtnetz
Zudem verkehren an den Wochenendnächten folgende Nacht-S-Bahnen:
- SN1 Aarau – Wildegg – Brugg – Dietikon – Zürich HB – Stettbach – Winterthur
- SN5 Knonau – Zürich HB – Uster – Pfäffikon SZ
- SN6 Würenlos – Regensdorf-Watt – Zürich HB – Stettbach – Winterthur
- SN7 Bassersdorf – Kloten – Zürich HB – Meilen – Stäfa
- SN9 Bülach – Zürich HB – Stettbach – Uster
- SN11 Olten – Aarau – Mellingen Heitersberg – Dietikon – Zürich HB – Stettbach – Winterthur

### Stadtverkehr
Trolley- und Autobus:
33 Bahnhof Tiefenbrunnen – Hegibachplatz – Schaffhauserplatz – Bahnhof Hardbrücke – Triemli
72 Milchbuck – Bahnhof Hardbrücke – Manesseplatz – Morgental
83 Milchbuck – Bahnhof Hardbrücke – Bahnhof Altstetten
N9 Glattbrugg, Glatthof – Bahnhof Oerlikon Ost – Milchbuck – Bahnhof Hardbrücke – Albisriederplatz – Triemli – Uitikon, Dorf
N15 Milchuck – Bahnhof Hardbrücke – Albisriederplatz – Schmiede Wiedikon - Morgental - Adliswil, Schulhaus Kopfholz
N18 Milchbuck – Bahnhof Hardbrücke – Albisriederplatz – Schmiede Wiedikon - Morgental - Adliswil, Büchel
Tram:
8 Klusplatz – Bellevue – Bahnhof Hardbrücke – Hardturm